# 296e division d'infanterie
La  296e division d'infanterie (en allemand : 296. Infanterie-Division ou 296. ID) est une des divisions d'infanterie de l'armée allemande (Wehrmacht) durant la Seconde Guerre mondiale.

## Historique
La 296e division d'infanterie est formée le 5 février 1940 dans le secteur de Passau dans le Wehrkreis XIII en tant qu'élément de la 8. Welle (8e vague de mobilisation).
Elle prend part aux opérations sur le Front de l'Ouest, avec la campagne de Belgique et de France et atteint le secteur de Reims et de Châtillon-sur-Marne, puis se retrouve dans le secteur de Dunkerque jusqu'en février 1941.
Elle gagne alors la Pologne en prévision de l'opération Barbarossa d'abord au sein de la 17. Armee et de la 6. Armee (Heeresgruppe Süd), participant ainsi aux combats autour de Kiev, au cours de laquelle elle est transférée à la Panzergruppe 2 (Heeresgruppe Mitte) et prend ainsi part à la bataille de Moscou.
Elle se bat lors de l'offensive soviétique de l'été 1944 (Opération Bagration) autour de Gomel et se trouve pratiquement anéantie dans la poche de Bobruisk. Les éléments rescapés parvenus à s'échapper sont incorporés dans l'Heeresgruppe Nord et finissent la guerre dans la poche de Courlande.

## Organisation

### Commandants
| Date                              | Grade                  | Commandant                           |
| --------------------------------- | ---------------------- | ------------------------------------ |
| 1er janvier 1941 - 8 janvier 1942 | General der Artillerie | Wilhelm Stemmermann                  |
| 8 janvier 1942 - 2 avril 1942     | Generalleutnant        | Friedrich Krischer Edler von Wehregg |
| 2 avril 1942 - 1er mai 1942       | Generalmajor           | Ulrich Schütze                       |
| 1er mai 1942 - 1er janvier 1943   | Generalleutnant        | Karl Faulenbach                      |
| 1er janvier 1943 - 19 juin 1944   | Generalleutnant        | Arthur Kullmer                       |

### Officiers d'opérations (Generalstabsoffiziere (Ia))
| Date                         | Grade       | Commandant         |
| ---------------------------- | ----------- | ------------------ |
| Mars 1940 - 21 juin 1941     | Major i.G.  | Günther Leutheußer |
| 1er mars 1942 - Octobre 1942 | Major i.G.  | Horst Nitzschmann  |
| Octobre 1942 - Février 1944  | Oberst i.G. | Martin Cossmann    |
| Février 1944 - ?             | Major i.G.  | Horst Marticke     |

## Théâtres d'opérations
- France : Janvier 1941 - Juin 1941
- Front de l'Est, secteur Centre : Juin 1941 - Juin 1944
  - 1941 - 1942 : Opération Barbarossa
  - Siège de Léningrad
  - 22 octobre 1941 au 22 janvier 1942 : Bataille de Moscou

## Ordres de bataille
1940
- Infanterie-Regiment 519
- Infanterie-Regiment 520
- Infanterie-Regiment 521
- Artillerie-Regiment 296
- Panzerabwehr-Abteilung 296
- Pionier-Bataillon 296
- Infanterie-Divisions-Nachrichten-Abteilung 296
- Infanterie-Divisions-Nachschubführer 296

1943
- Grenadier-Regiment 519
- Grenadier-Regiment 520
- Grenadier-Regiment 521
- Füslilier-Bataillon 296
- Artillerie-Regiment 296
  - I. Abteilung
  - II. Abteilung
  - III. Abteilung
  - IV. Abteilung
- Feldersatz-Bataillon 296
- Panzerabwehr-Abteilung 296
- Pionier-Bataillon 296
- Infanterie-Divisions-Nachrichten-Abteilung 296
- Infanterie-Divisions-Nachschubführer 296

## Décorations
Certains membres de cette division se sont fait décorer pour faits d'armes :
- Agrafe de la liste d'honneur
  - 16
- Croix allemande
  - en Or : 94
- Croix de chevalier de la Croix de fer
  - 22